# 施佩肯巴赫河
52°41′30″N 8°55′47″E / 52.691563°N 8.929695°E

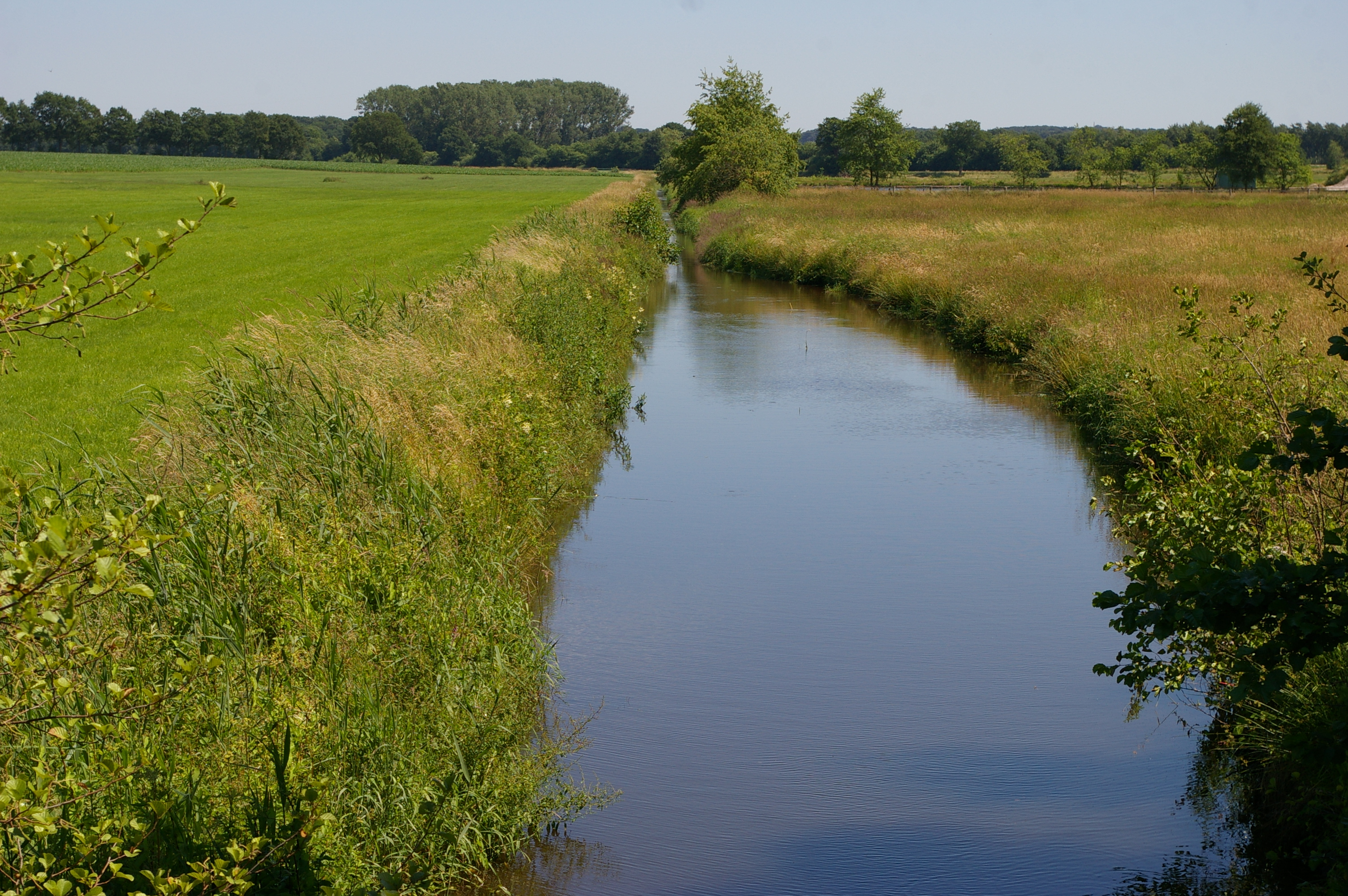
施佩肯巴赫河

施佩肯巴赫河（德語：Speckenbach），是德國的河流，位於該國西北部，由下薩克森州負責管轄，屬於錫德河的支流，河道全長13公里，發源自維岑以南。